# Fageda de la Grevolosa
La Fageda de la Grevolosa és un bosc de faigs situat dins la vall de la finca de la Grevolosa, dins el terme municipal de Sant Pere de Torelló. Ocupa una part important de la Serra dels Llancers, la qual forma una mena de frontera natural entre la serralada Transversal i el Prepirineu i que uneix el Collsacabra amb el Puigsacalm.

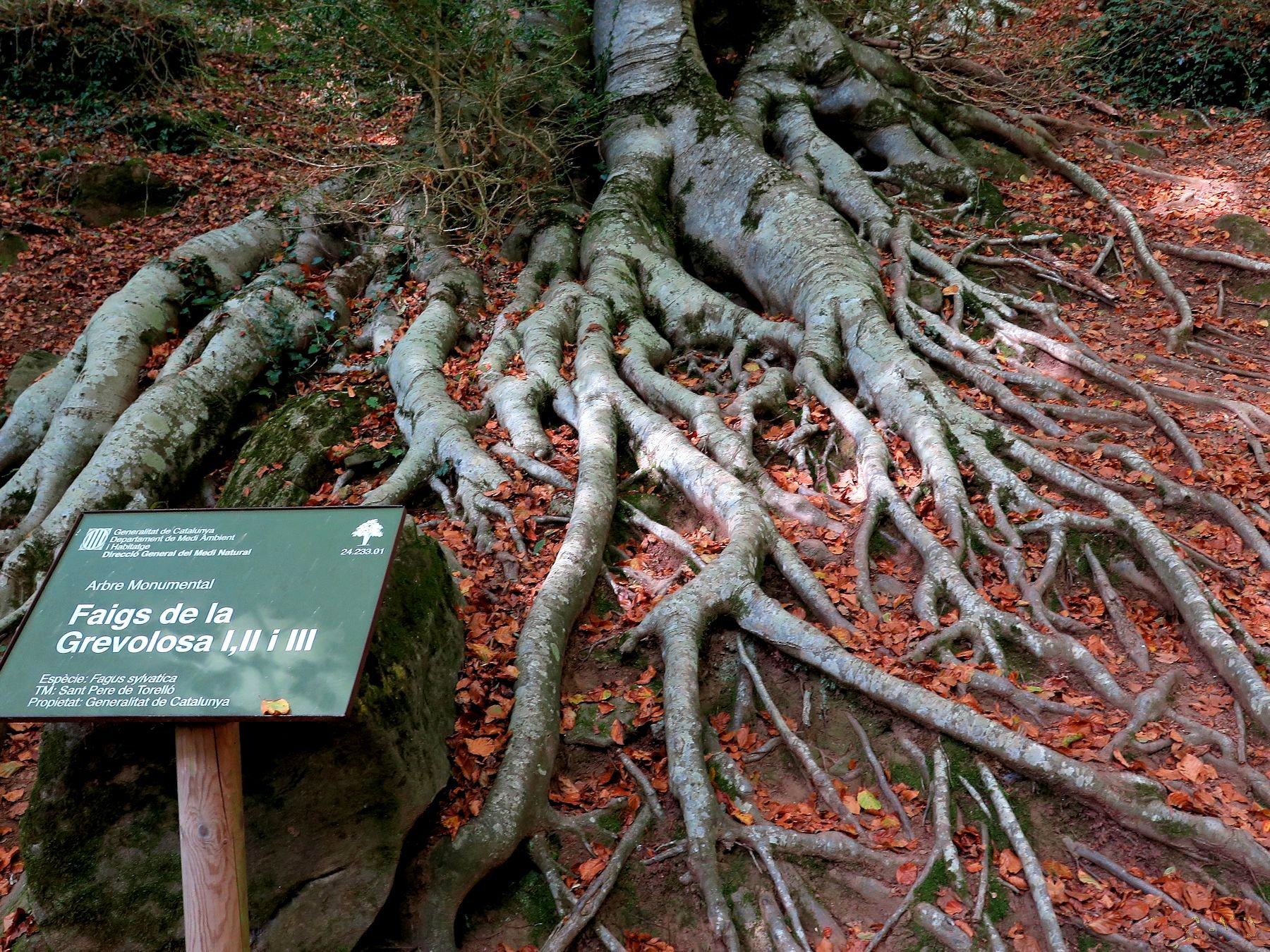
Faig de la Grevolosa

La fageda de la Grevolosa és un dels boscos més espectaculars de Catalunya, amb arbres monumentals de més de 300 anys de vida i un diàmetre de més d'1 metre arribant a sobrepassar alguns d'ells els 40 metres de llargada. També s'hi troba una gran diversitat natural, tant de flora com de fauna. Degut a la seva bellesa i interés biològic, aquesta fageda està inclosa a l'espai EIN Serres de Milany-Santa Magdalena i Puigsacalm-Bellmunt.
Actualment, per evitar l'erosió del sòl, la Generalitat, que és propietària de la finca, ha començat tasques de conservació natural perquè puguin créixer nous faigs i el bosc es pugui regenerar.<ref>